# 格氏漢尼鯻
格氏漢尼鯻（學名：Hannia greenwayi）是漢尼鯻屬的唯一一種，為輻鰭魚綱日鱸目鯻科的一屬，傳統上歸類於鱸形目。

## 分布
本魚分布於大洋洲澳洲西部Hann河底中層水域，為特有種。

## 特徵習性
體長可達14公分，成魚棲息在沙石底質水質清澈或混濁，流動迅速的溪流，屬雜食性，以藻類及小型無脊椎動物為食，成魚會保護卵並搧動魚鰭提供卵足夠的氧，由於採集的樣本甚少，關於棲息生習性等生物學知並不足夠。